# Štěpán Doubrava
Štěpán Doubrava (14. února 1857 Brno – 28. července 1897 Vídeň) byl český elektroinženýr, konstruktér, vynálezce, pedagog a průmyslník, spoluvlastník závodu Bartelmus & Co., posléze Bartelmus, Donát & Co, jednoho z prvních elektroprůmyslových podniků v tehdejším Rakousku-Uhersku.

## Život

### Rodina a mládí
Narodil se v Brně v rodině ševce. Studoval na Slovanském gymnáziu v Brně, v dalším studiu pokračoval na Filozofické fakultě Karlo-Ferdinandovy univerzity, kde studoval matematiku a fyziku. Získal z těchto oborů doktorát, následně byl jmenován odborným asistentem experimentální fyziky u Čeňka Strouhala, roku 1884 zde habilitoval jako soukromý docent.

### Bartelmus & Co.
Po krátkém působení v Křižíkových závodech v pražském Karlíně se roku 1887 přesunul zpět do Brna a se svým společníkem a podnikatelem, rovněž technikem, Robertem Bartelmusem, koncem téhož roku založili v pronajatých prostorách závod na výrobu stavbu elektrických přístrojů a komponentů Bartelmus & Co. s 15 dělníky. Jednalo se o první podnik svého druhu na Moravě. Za osvětlení Jubilejní císařské výstavy v Brně v roce 1888 byla firmě udělena stříbrná medaile. Firma se výraznou měrou podílela na elektrifikaci Brna v podobě veřejného osvětlení či přívod elektřiny do průmyslových podniků. Roku 1893 přistoupil do firmy konstruktér Josef Donát, který s Doubravou pracoval na zlepšení jeho konstrukce obloukové lampy, jejímž výsledkem byla konstrukce tzv. Doubravo-Donátovy obloukovky.
Působil rovněž jako pedagog a odborný autor. Mj. sepsal řadu odborných spisů o elektrotechnice, např. O elektřině, či učebnice Fysika pro školy střední nebo Nauka o elektřině. Rovněž přispíval jako odborný autor do různých periodik, mj. do Národních listů či časopisu Vesmír.

### Úmrtí
Štěpán Doubrava zemřel 28. července 1897 ve Vídni ve věku 40 let následkem dlouhodobé nemoci a záchvatu mrtvice, při zpáteční cestě z lázeňského pobytu v Halle. Pohřben byl za hojné účasti veřejnosti na Ústředním hřbitově v Brně.
Po Doubravově smrti de facto zastoupil jeho místo Josef Donát. Továrna v době svého největšího rozmachu zaměstnávala přes 200 pracovníků.